# イギリスでの地上速度記録
イギリスでの地上速度記録はイギリスの地上最速を扱う。往復した平均値を記録とする。
現在の速度記録保持者は2000年7月5日コリン・ファローズ（Collin Fallows）によって483.3km/hの記録を樹立したヴァンパイアである。
テレビ番組トップ・ギアで2006年9月20日リチャード・ハモンドが同じ車で速度記録に挑んだ。彼は2回目に595.5 km/hに達した。3回目に事故が起きた。2回とも進行方向が同じだったので記録は認定されなかった。リチャードは一命を取り留め2007年1月末に番組が再開し、奇跡的に復帰した。